# Omaru (rivière)
La rivière Omaru  (anglais : Omaru River) est un cours d’eau de la région du  Northland de l’Île du Nord de la Nouvelle-Zélande.

## Géographie
Elle s’écoule vers le nord à partir de plusieurs petits torrents, qui ont leurs origines au nord-ouest de la localité de Paparoa, atteignant la rivière Manganui à 20 kilomètres au nord-est de la ville de Ruawai.